# Sema & Taksim
Sema & Taksim, im türkischen Zusammenhang Sema ve Taksim, auch Gruppe Taksim oder kurz Taksim ist ein 1987 von der Sängerin Sema und dem Schlagzeuger Ulrich Moritz in Berlin gegründetes deutsch-türkisches Musikprojekt, das in den 1990er Jahren mehrere Musikalben veröffentlicht hat, die in Deutschland allgemein erhältlich waren. Auch in der Türkei gelangten einige CD-Werke der Gruppe in den allgemeinen Vertrieb.

## Bandname
Taksim ist 1. ein Stadtteil und beliebtes Zentrum Istanbuls. 2. bezeichnet Taksim (Musik) freie Improvisation innerhalb der klassischen türkischen Musik.

## Konzept
Taksim als türkisches Analog zum amerikanischen Jazz ist der Ansatz zu der Verschmelzung verschiedener Musikstile, die die Gruppe Taksim ausmacht. So finden sich Melodien und Einflüsse aus Europa und Asien sowie aus der Musik des Christentums, Judentums und des Islams in ihrer Musik wieder. Die Gruppe Taksim verarbeitete für ein besonderes Programm auch klassische türkische Lieder des Spätmittelalters. Des Weiteren vertonte sie für ein Album eine Reihe klassischer und zeitgenössischer türkischer Dichter.

## Mitglieder
Neben dem Gründerehepaar spielen bei Taksim anerkannte Musiker der deutschen Jazzszene wie Henning Schmiedt (Klavier), Martin Lillich (Kontrabass) und Hüsnü Şenlendirici (Klarinette) sowie Lothar Hensel und Okay Temiz mit. Auch Selim Sesler, dem deutschen Publikum wohl am ehesten bekannt aus Fatih Akın Film Crossing The Bridge – The Sound of Istanbul, spielt zeitweise im Ensemble von Taksim. Bei der ersten CD-Produktion der Gruppe war der weltbekannte Saxophonist Charlie Mariano Teil der Formation.

## Bedeutende Auftritte
Auf ihrer CD Ich höre Istanbul (21. Oktober 1992) vertonten sie das Gedicht Istanbul’u dinliyorum von Orhan Veli, das auch in deutschen Radioprogrammen zu hören war.
Auf Einladung des Goethe-Institutes in Istanbul gab die Gruppe 2004 ein Gastspiel beim türkischen Tünel-Festival. Taksim spielte im gleichen Jahr auch das Eröffnungskonzert des Zürcher Theater Spektakels. 2006 spielte Taksim für die Bochumer Christuskirchen-Aktion "Denkmal gegen Gewalt".

## Kritiken
Die Saarbrücker Zeitung nannte Sema & Taksims zweite, dennoch häufig als Debütalbum bezeichnete CD musikalisch frisch und lebendig, poetisch und optimistisch. Das musikblatt bezeichnete sie als fantastische CD voller Wendungen und stilistischer Wechsel zwischen türkischen Melodien, typischen, vertrauten Poplinien und Jazzarrangements und gelungener Versuch weltmusikalischer Symbiose. Stereoplay gab der Gruppe für ihre Arbeit das Prädikat: "mutig". Das Herforder Kreisblatt sah mit dem Auftreten der Gruppe gar einen möglichen Wendepunkt für die Chancen orientalischer Musik auf dem deutschen Musikmarkt gekommen. 
Auch die nachfolgenden Alben von Sema & Taksim fanden Erwähnung in der deutschen wie türkischen Presse.

## Diskografie

### Eigenständige Alben
- 1992: Ich höre Istanbul (mit Charlie Mariano u. a.)
- 1995: Sihir Zauber
- 1996: Hommage an Istanbul

#### Kompilation
- 1998: Gülnihal, Istanbul’u Dinliyorum, Sihir (nur Türkei)

### Samplerauftritte
- 1998: Peregrina world
- 2003: Lady Melancolica (6-minütiger Track)